# Логопедические инструменты
Инструменты логопедические (определение) - набор инструментов (специально изготовляемых или заимствованных из других областей практик) и механических приспособлений, используемых в практике работы учителя-[логопед]а при формировании необходимого артикуляционного уклада органов речи (см. Артикуляционный аппарат).
Главным образом логопедические инструменты применяются для логопедической коррекции таких речевых дефектов, как нарушения звукопроизношения: дислалия, ринолалия, дизартрия, при таком нарушении голоса как ринофония, а также при обучении звукопроизношению и устной речи глухих детей.

## Историческая справка
Впервые проволочные приспособления стали использоваться в начале XX  века немецким врачом и сурдопедагогом, директором Берлинской школы глухонемых А.Гутцманом (A.Gutzmann) и вошли в практику логопедии и сурдопедагогики как зонды Гутцмана. В определенной степени это отчасти можно объяснить тогдашней модой на всякого рода технические приспособления и механотерапию/механопедию Германии конца XIX - начала XX столетия.
Позднее, несколько модифицированные, зонды стали использоваться отечественным логопедом и сурдопедагогом, профессором  Ф.А.Рау. Собственно в этой модификации с некоторыми изменениями, предложенными   Р.Е.Левиной , они и дошли до наших дней. Несколько приспособлений было предложено отечественным логопедом, профессором   М.Е.Хватцевым   в его учебнике логопедии (1941). Наиболее известным является гнатофиксатор М.Е.Хватцева [3]. Чешский врач-ларинголог M.Seeman (1962) предложил инструмент, вошедший в логопедию как фонендоскоп М.Зеемана [1]. Самым последним внедрением инструментария в логопедию в конце 60-х гг. XX  столетия был набор артикуляторов Пискунова. Из-за плохой информированности логопедической общественности и фактически индивидуального производства логопедические инструменты почти не используются в логопедической практике. Исключение составляют лишь логопедические зонды и медицинский шпатель. Чаще всего логопеды используют вспомогательные подручные средства: вату, полоски бумаги, палочки для мороженого, а также наглядные средства: фотографии артикуляционных укладов губ и коррекционно-тренировочных упражнений, нарисованные или изготовленные из проволоки изображения профилей артикуляции, следуя принципу: «Голь на выдумку хитра».

## Наиболее известные виды логопедических инструментов
•	Артикуляторы Пискунова – набор проволочно-металлических  или проволочно-пластмассовых съемных приспособлений, фиксируемых на зубах клиента. Используются как вспомогательное приспособление при формировании требуемого артикуляционного уклада.
•	Гнатофиксатор М.Хватцева – обычная резиновая пробка, с ввинченной в неё проволочной ручкой-держателем. Используется при спастических формах дизартрии для фиксирования челюстей в открытом состоянии.
•	Зонды логопедические  (фр. sonde щуп) – инструменты, предназначенные для механического воздействия на язык при постановке и коррекции произношения некоторых звуков речи [2].
•	Фонендоскоп М.Зеемана – это довольно простой в изготовлении инструмент для создания которого подходит обыкновенный медицинский фонендоскоп с резиновыми трубками. Обычно в комплекте имеются два набора ушных олив (большие и маленькие). Небольшой отрезок трубки, отрезанный от стетоклипа, закрепляется на втором конце и на него надевается запасная ушная олива. М.Зееман предложил вариант одинарного фонендоскопа.
Поскольку современный медицинский фонендоскоп имеет две трубки, то может быть вариант и двутрубочного фонендоскопа. Фонендоскоп М.Зеемана [1] используется для тренировки ротового речевого дыхания, используемого при артикуляции большинства фонем речи. При неправильном направлении воздушной струи (через нос) поток воздуха ударяет по барабанной перепонке, вызывая небольшую боль или неприятные ощущения.
•	Шпатель медицинский (нем. Spatel лопатка) – инструмент для отведения (оттеснения) органа или ткани при обследовании или хирургической операции, представляющий собой прямую или изогнутую продолговатую пластинку с закругленными краями [4]. В общемедицинской (терапевтической) практике шпатель используется для внешнего осмотра корня языка и зева больного.